# Synodontis rufigiensis
Synodontis rufigiensis är en fiskart som beskrevs av Bailey, 1968. Synodontis rufigiensis ingår i släktet Synodontis och familjen Mochokidae. IUCN kategoriserar arten globalt som livskraftig. Inga underarter finns listade i Catalogue of Life.